# Cratogaster
Cratogaster is een geslacht van kevers uit de familie van de loopkevers (Carabidae). De wetenschappelijke naam van het geslacht is voor het eerst geldig gepubliceerd in 1843 door Blanchard.

## Soorten
Het geslacht Cratogaster omvat de volgende soorten:
- Cratogaster melas (Castelnau, 1867)
- Cratogaster occidentalis W.J.Macleay, 1888
- Cratogaster robusta (W.J.Macleay, 1883)
- Cratogaster sulcata Blanchard, 1843
- Cratogaster unicolor (Hope, 1842)